# Colepia flavifacies
Colepia flavifacies là một loài ruồi trong họ Asilidae. Colepia flavifacies được Daniels miêu tả năm 1987. Loài này phân bố ở miền Australasia.